# Dead by Sunrise
Die Band Dead by Sunrise war ein Nebenprojekt des Linkin-Park-Sängers Chester Bennington. Neben Bennington gehörten der Band noch Amir Derakh, Ryan Shuck, Anthony Valcic und Frank Zummo von der Band Julien-K sowie Brandon Belsky an.
Das einzige Album der Band Out of Ashes erschien im Oktober 2009.

## Bandgeschichte

### Bandname
Der zuerst verwendete Name der Band, Snow White Tan wurde als eine Anspielung auf den David-Bowie-Song Ziggy Stardust verstanden, welcher die Textzeilen „Came on so loaded, man / Well hung and snow-white tan“ beinhaltet.
Der Grund für den Namenswechsel wurde von der Band zwar nicht näher erläutert, jedoch äußerte sich Chester Bennington in verschiedenen Interviews zu den beiden Namen. Die erste Bezeichnung „Snow White Tan“ schien dem Sänger nach einer für ihn persönlich schwierigen Zeit nicht passend zu sein, da mit dem Namen die Besonderheiten dieses Zeitraums nicht deutlich genug zum Ausdruck kämen. Zudem hätte Snow White Tan für ihn einen zu poetischen Charakter. Der Name „Dead by Sunrise“ hingegen nehme in geeigneter Weise auf diese Zeit zu Beginn der Aufnahmen für das erste Album Bezug, in welcher er in einer „selbstzerstörerischen Verfassung“ („self-destructive form“) gewesen sei. Während „bestimmter Phasen der Aufnahme“ habe er eine „sehr schwere Zeit“ durchgemacht. Dies wurde von ihm mit der Scheidung von seiner Frau Samantha, mit der Pause mit Linkin Park sowie mit Problemen mit der Plattenfirma begründet. In dieser Zeit – Bennington bestimmte sie als die Jahre 2005 und 2006 – hätte er sich „buchstäblich gefragt, ob er es bis zum nächsten Tag schaffen würde“ („[…]literally wondering if I was making it to the next day“).

### Dead by SunriseundJulien-K
Die gemeinsame Arbeit mit den Mitmusikern von der Band „Julien-K“ war ursprünglich als ein Soloprojekt Bennigtons geplant gewesen, jedoch sagte er in einem Interview, dass aus der Solokarriere, die er starten wollte, über die vier Jahre seit dem Beginn (2005–2009) eine Band geworden sei. Bezüglich der Identität der beiden Bands äußerte sich der Gitarrist und Sänger Ryan Shuck folgendermaßen:

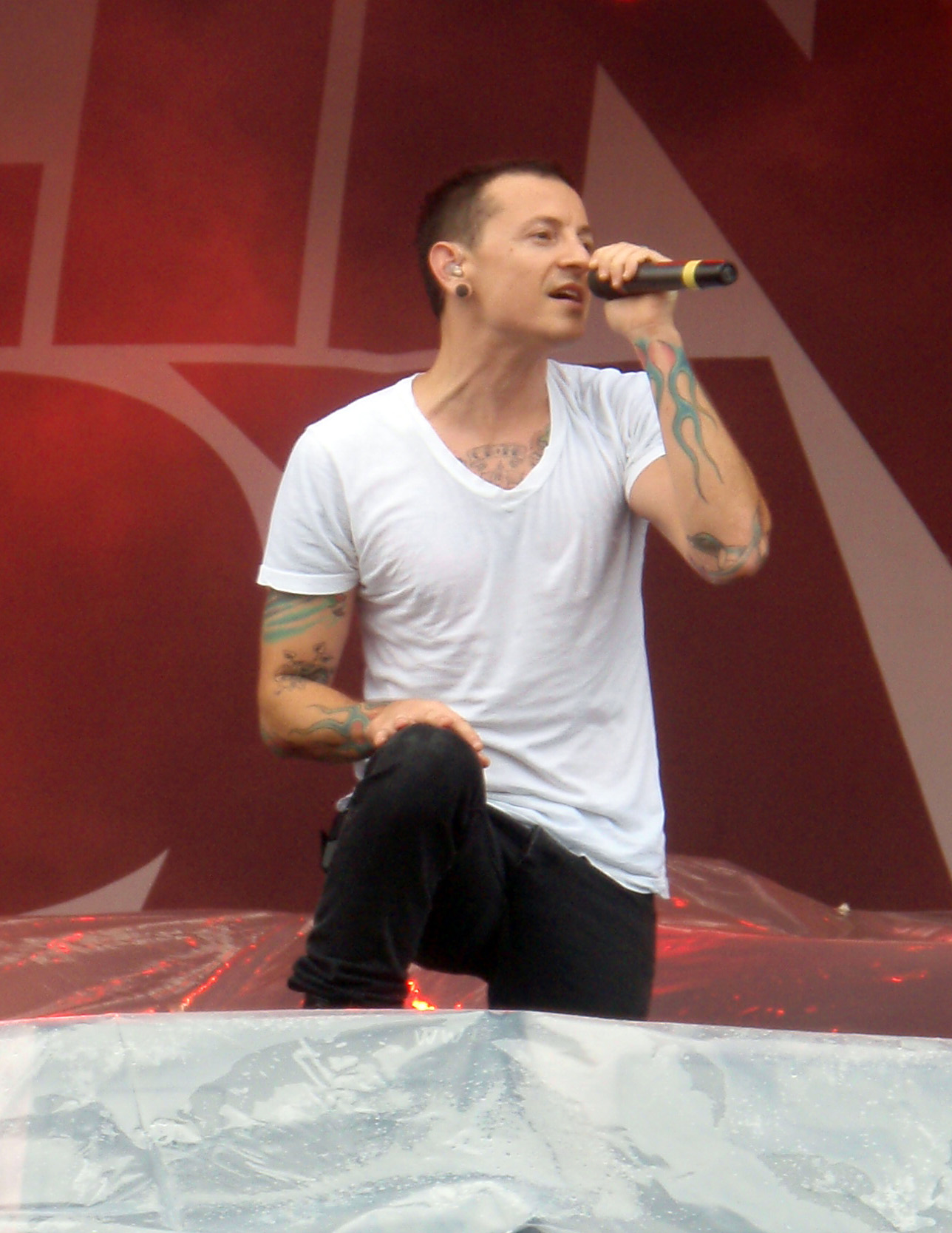
Chester Bennington live auf dem Sonisphere Festival in Finnland (2009)

Both bands are the same. The one where Chester sings and writes is Dead By Sunrise, but when I sing, and Amir and I are the primary writers, it becomes Julien-K and it's more electro and much darker...Julien-K and Dead by Sunrise are basically a creative collective, we're sort of a Warhol-style factory in that sense […] Dead by Sunrise is Chester's Julien-K if that makes any sense.

„Die beiden Bands sind dieselben. Die eine, in der Chester singt und schreibt, ist Dead By Sunrise, aber wenn ich singe und Amir und ich die Hauptbeitragenden sind, wird es Julien-K und es ist elektronischer und viel dunkler... Julien-K und Dead by Sunrise sind im Grunde genommen eine kreative Gemeinschaft. Wir sind in diesem Sinne eine Art „Produktionsstätte für eine Warholsche Ausdrucksweise“ […] Dead by Sunrise ist Chesters Julien-K, wenn das irgendeinen Sinn ergibt.“

### Out of Ashes
Die Vorarbeiten zu dem ersten Album der Band reichen lange zurück. So sollen erste Musikstücke schon zur Zeit der Aufnahmen für das erste Linkin-Park-Album Hybrid Theory in den Jahren 1999/2000 entstanden sein. Faktisch begannen die Arbeiten für Out of Ashes dann 2006 und die Veröffentlichung war ursprünglich auch für dieses Jahr geplant. In der Folge wurde sie zuerst auf Anfang 2007 und später – aufgrund Chesters Verpflichtungen bei Linkin Park – auf einen noch späteren Zeitpunkt verschoben. In einem Interview mit dem Orange County Register sagte Bennington 2008, er arbeite gerade an seinem Soloprojekt und am vierten Linkin Park-Album gleichzeitig. Die Aufnahmen zu Out of Ashes begannen schließlich im Juli 2008., und am 19. Mai 2009 gab Chester Bennington über Twitter den Namen dieses ersten Dead by Sunrise-Albums bekannt. Letztlich wurde das Album zuerst am 30. September 2009 in Japan veröffentlicht, bevor es am 9. Oktober 2009 in Deutschland und weltweit am 13. Oktober 2009 auf dem Markt erschien.

## Musikstil
Am 21. Juli 2009 sagte Bennington in einem News-Artikel:

I came up with a few songs that felt and sounded really good, but I knew they weren't right stylistically for Linkin Park. They were darker and moodier than anything I'd come up with for the band. So I decided to work on them on my own rather than turn them over and have them transformed into Linkin Park tracks.

„Ich schrieb ein paar Songs, die sich gut anhörten und anfühlten, jedoch wusste ich, dass sie vom Stil her nicht richtig zu Linkin Park passten. Sie waren dunkler und düsterer als alles, was ich je für die Band schrieb. Deshalb beschloss ich, sie für mich alleine zu bearbeiten anstatt sie zu verändern und zu Linkin-Park-Titel werden zu lassen.“

Auf die Frage in einem Interview über den Unterschied zwischen Dead by Sunrise und Linkin Park antwortete Bennington:

It’s hard to describe. Like, describe the difference between Soundgarden and Alice in Chains, you know what I mean? It’s almost impossible. There are obvious things about it that when you listen to it, you’ll know it’s not a Linkin Park record. You’re not gonna get confused. You’ll have to hear it.

„Das ist schwer zu beschreiben. Es ist wie den Unterschied zwischen Soundgarden und Alice in Chains zu beschreiben, verstehen Sie, was ich meine? Es ist beinahe unmöglich. Es gibt unübersehbare Elemente, durch die man, wenn man sie hört, wissen wird, dass es keine Aufnahme von Linkin Park ist. Man wird es mitbekommen. Man muss es einfach hören.“

In anderen Interviews nannte Bennington die „fehlenden Hip-Hop-Einflüsse“ als größten Unterschied und bezeichnete die Musik von Dead by Sunrise als „dunkler“ und „emotionaler“ als die Musik Linkin Parks.
Am 4. Februar 2009 beschrieb Mike Shinoda in seinem Blog seine Eindrücke von der Musik von Dead by Sunrise. Die Lieder hätten teilweise „fantastische Vocals“ und seien von Künstlern wie T. Rex bis Tears for Fears beeinflusst. Shinoda bezeichnete das Album als ein „Faust-in-den-Magen-Rock“-Album. In einem Interview mit Billboard-Online gab er an, das Album sei „vielmehr ein Rock-Album“ („much more of a rock album“) und bezog sich damit auf die Linkin-Park-Alben.

## Diskografie

### Studioalben
- 2009: Out of Ashes

### Singles
- 2009: Crawl Back In
- 2009: Let Down
- 2009: Fire

### Promo-Singles
- 2009: My Suffering / Fire
- 2010: Inside of Me
- 2010: Too Late